# يوم الجفار

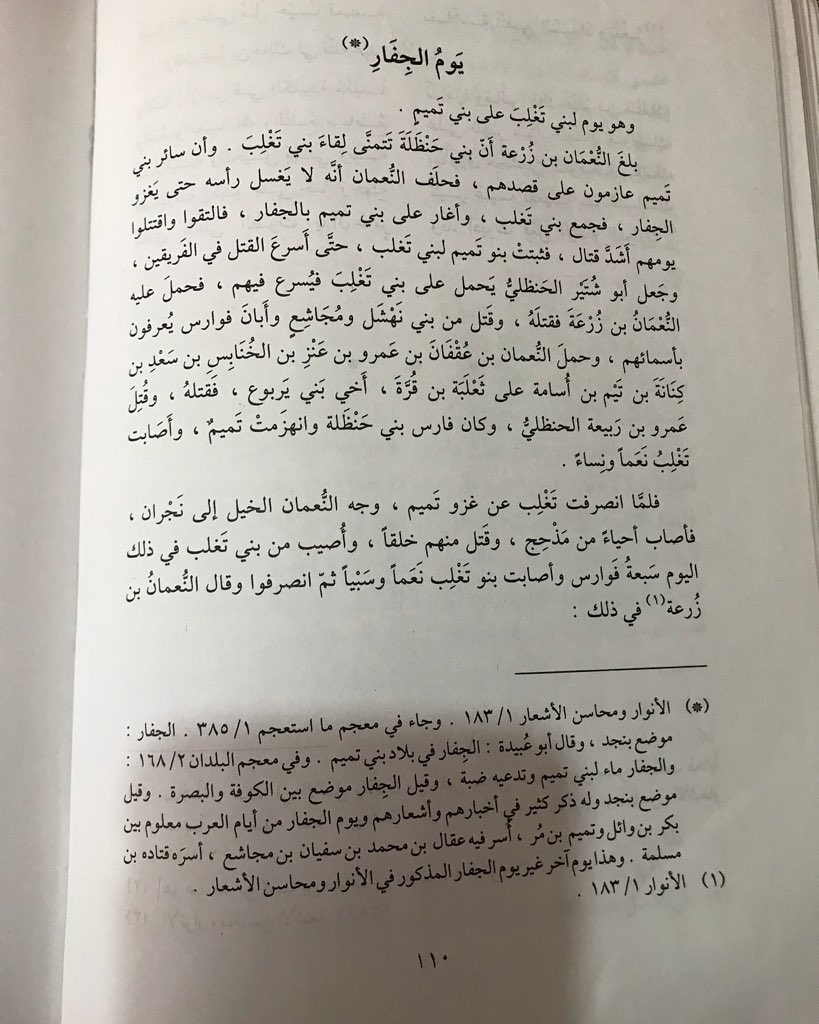
حرب تميم وبكر بن وائل

يوم الجفار وهو يوم من أيام حرب تميم وبكر بن وائل

## السبب
بعد انتصار أسد و طيئ و غطفان على تميم و بني عامر في يوم النسار، تحالفت بنو عامر مرة أخرى مع تميم في محاولة الثأر من هزيمتهم السابقة.

## نبذة
هو يوم لبني تغلب على بني تميم بلغ النعمان بن زُرعة أنَ بني حَنْظَلَةَ تتمنَى لِقاءَ بني تَغْلِبَ. وأن سائر بن تميم عازمون على قصدهم، فحلفَ النعَُمان أنه لايغسل رأسه حتى يَغزو الجِفار، فجمع بني تَغلب، وأغار على بني تميم بالجفار، فألتقوا وأقتتلوا يومهم أَشَد قتال، فثبتتْ بنو تَميم لبني تَغلب، حتىَ أَسرع القتل في الفَريقين، وجَعل أبوشُتَيْر الحنظليَُ يَحمل على بني تَغْلِبَ فيُسرع فيهم، فحملَ عليه النَُعْمَانُ بن زُرْعَةَ فقتلَهُ، وقتل من بني نَهْشَل ومُجَاشَعٍ وأَبانَ فوارس يُعرفون بأسمائهم، وحملَ النَُعمان بن عُقْفَانَ بن عَمرو بن عَنْزِ بن الخُنَابِس بن سَعْدِ بن كِنَانَةَ بن تَيْم بن أُسامة على ثَعْلَبَة بن قُرَة، أَخي بَني يَربوع، فَقتلهُ، وقُتِلَ عَمرو بن رَبيعة الحنظليَُ، وكان فارس بني حَنْظَلة وأنهزَمت تَميمٌ، وأَصَابت تَغْلِبُ نَعَماً ونِساءً.
فلمَا انصرفت تَغْلِب عن غزو تَميم، وجَه النَُعمان الخيل إلى نَجْران، فأصاب أحياءً من مَذْحِج، وقَتل منهم خلقاً، وأُصيب من بني تَغلب في ذلك اليوم سَبعةُ فَوارس وأصابت بنوتَغلِب نَعَماً وسَبْياً ثمَ إنصرفوا.

## الموقع
يحدث خلط في ذكر موقع حدوث معركة يوم الجفار و المعركة اللاحقة لها، فقد ذكرت موسوعة المملكة العربية السعودية الصادرة من مكتبة الملك عبدالعزيز أن يوم الجفار حدث في منطقة القصيم، ويضيف الشمشاطي في كتابه الأنوار ومحاسن الأشعار أن النعمان بن زرعة قائد تغلب وجه الخيل بعد انتصاره إلى نجران و واجه قبائل مذجح فيها.